# Auca pales
Auca pales är en fjärilsart som beskrevs av Philippi 1860. Auca pales ingår i släktet Auca och familjen praktfjärilar. Inga underarter finns listade i Catalogue of Life.